# Pfennig

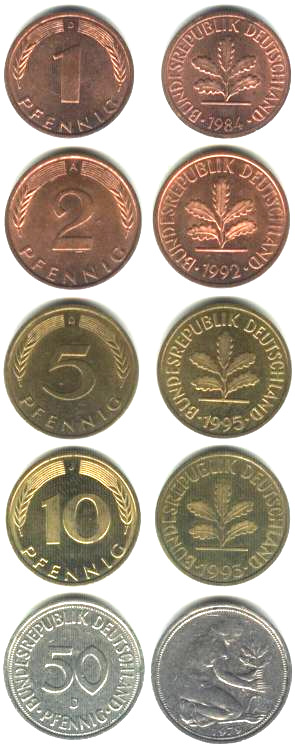
Pfennigen van de voormalige Bondsrepubliek Duitsland

Pfennig met afkorting: Pf, is de onderverdeling van de oude munteenheid, uit het Duits taalgebied, waarbij geldt dat 1 Duitse mark gelijk is aan 100 pfennig. De naam pfennig is verwant aan het Nederlandse woord penning.
Na de invoering van de euro, op 1 januari 2002, is de pfennig, evenals de mark, in onbruik geraakt.

## Pfennigen van het vroegere Duitse rijk

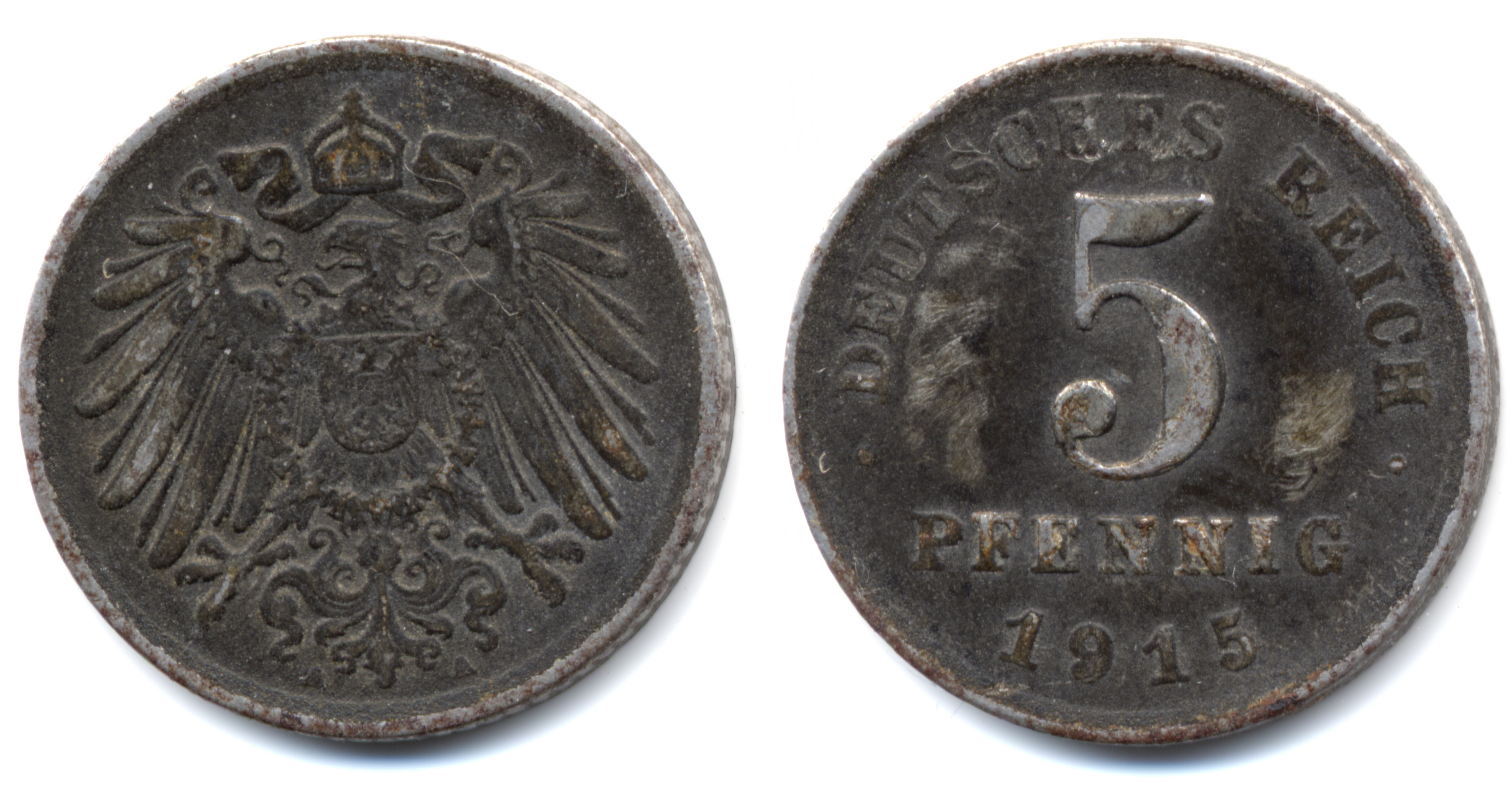
5 Pfennig (1915)
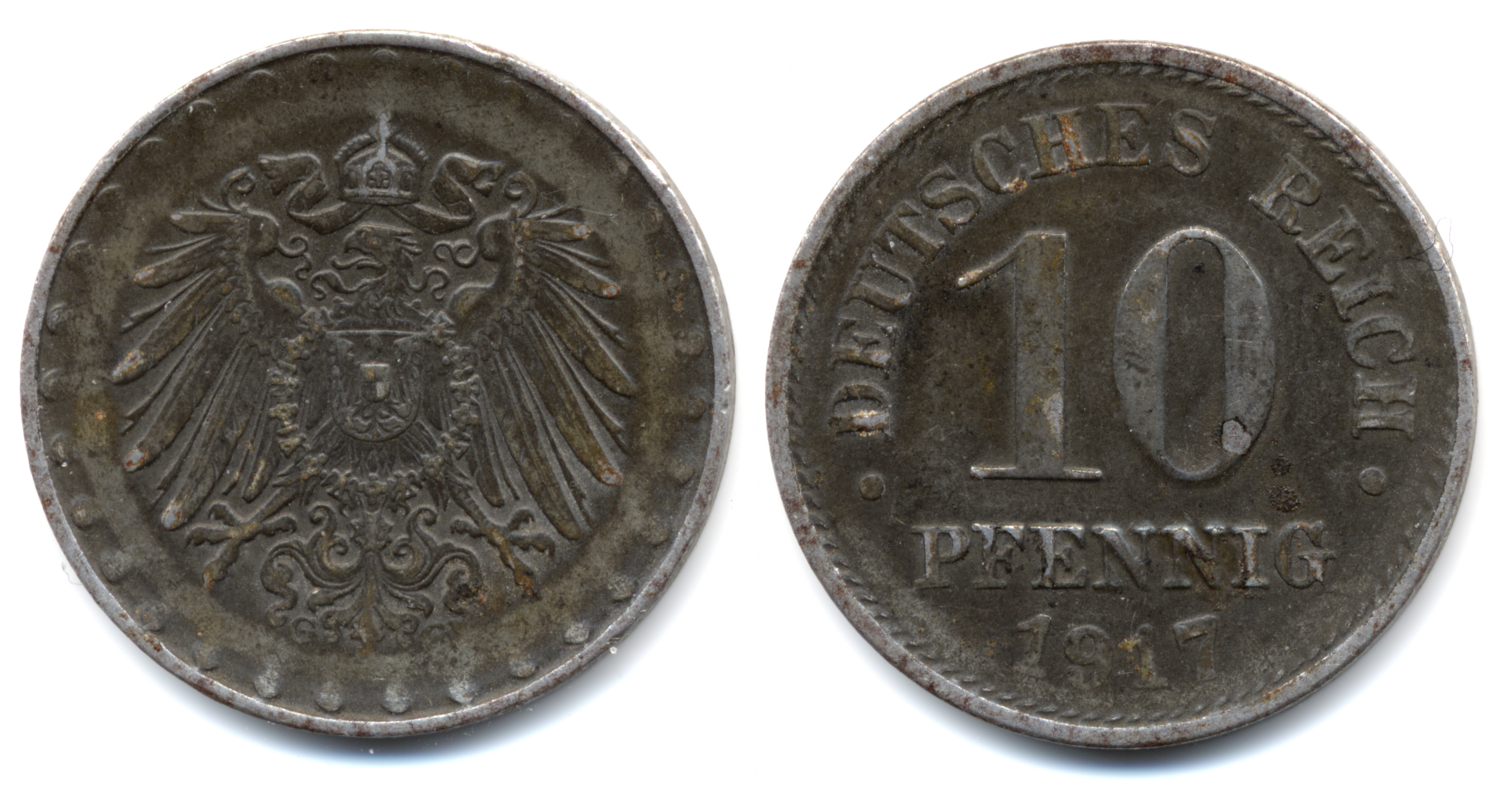
10 Pfennig (1917)

## Pfennigen van de voormalige DDR

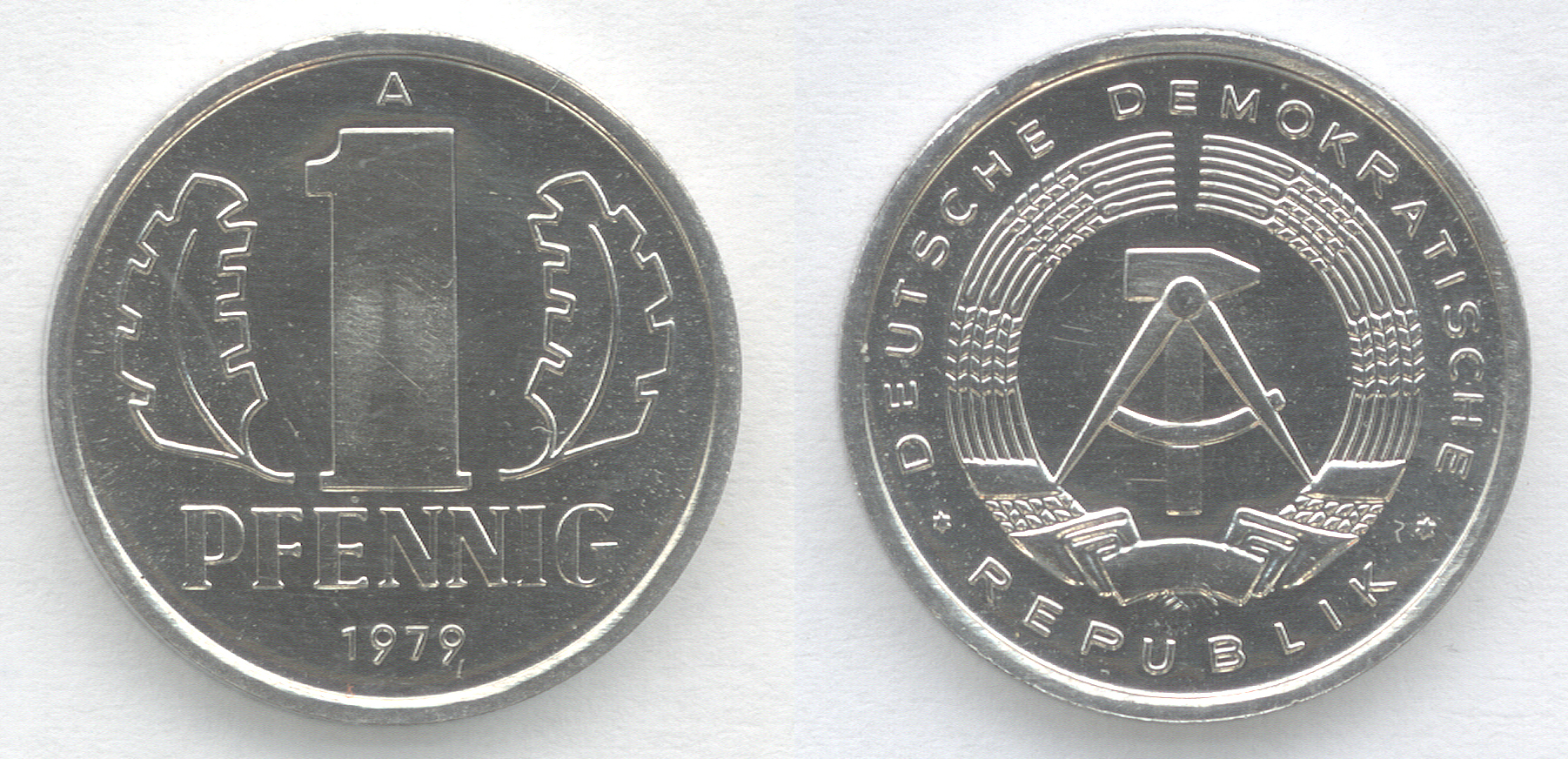
1 Pfennig
5 Pfennig
10 Pfennig
20 Pfennig
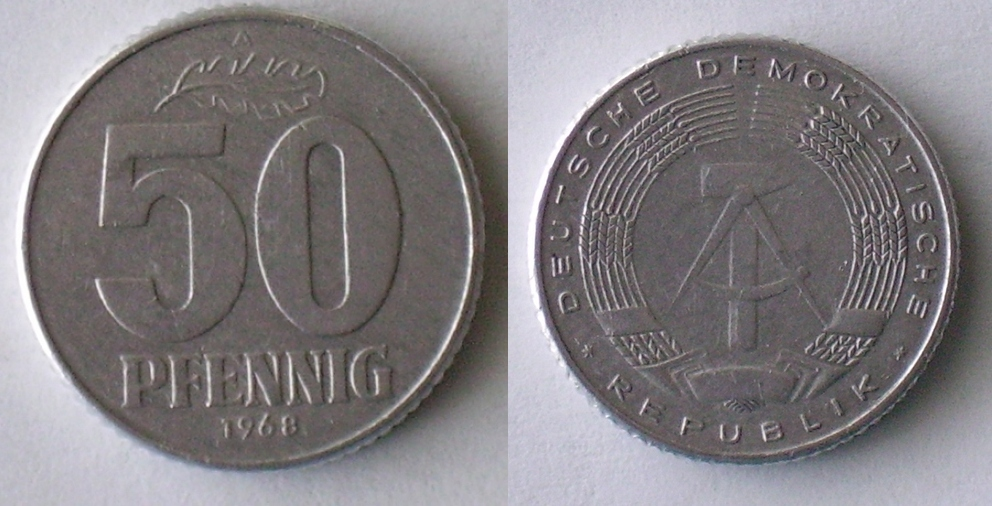
50 Pfennig